# Staluse Pera

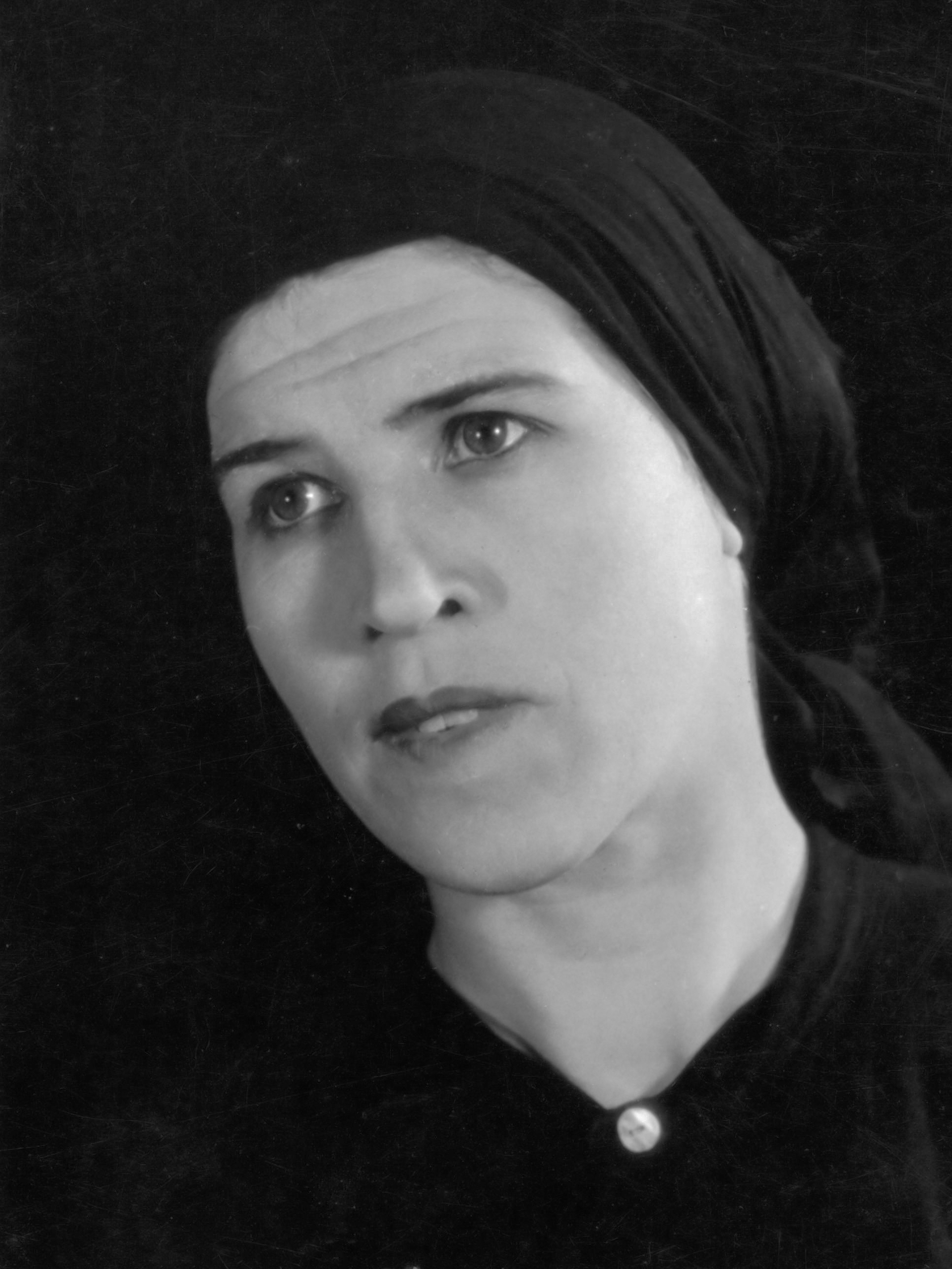
Staluse Pera (1944)

Staluse Pera, pseudoniem van Albertje de Jong (Scheveningen, 24 augustus 1909 - Rotterdam, 14 april 2000) was een Nederlands balletdanseres en choreografe.
De Jong werkte op jonge leeftijd als kapster in de betere kringen. Van haar verdiensten nam zij viool-, Franse- en dansles. Zij kreeg als danseres les van de expressionistische danseres Gertrud Leistikow en behaalde in de jaren 30 als eerste in Nederland het Staatsdiploma Dans. Vanaf haar achttiende had zij haar eigen dansschool in Rotterdam.
De naam Staluse Pera (stalen veer in het Russisch) had zij te danken aan Russische emigranten die haar in Rotterdam zagen dansen, soepel en sterk als een stalen veer. Pera was een voorloper in de moderne dans. Bekende dansen van haar waren  La Furiosa en Eroticon-verdwaald. Pera danste in de opera en in het dansgezelschap van Kurt Jooss. Ook had zij na de Tweede Wereldoorlog solovoorstellingen in het Rotterdamse Luxor Theater. Zij was, met onder andere Corrie Hartong, een van de pleitbezorgers van de Ausdruckstanz in Nederland.
In 1971 kreeg Pera voor haar verdiensten voor de stad van de gemeente Rotterdam de Wolfert van Borselenpenning. Tot hoge leeftijd was zij actief in haar dansschool die ook na haar dood is voortgezet.
Pera kreeg een zoon uit een relatie een met Joegoslavische koopvaardijofficier.